# خيوس (مقاطعة)
خيوس إحدى مقاطعات اليونان تغطي جزيرة خيوس وعاصمتها مدينة خيوس.